# Stummhaus

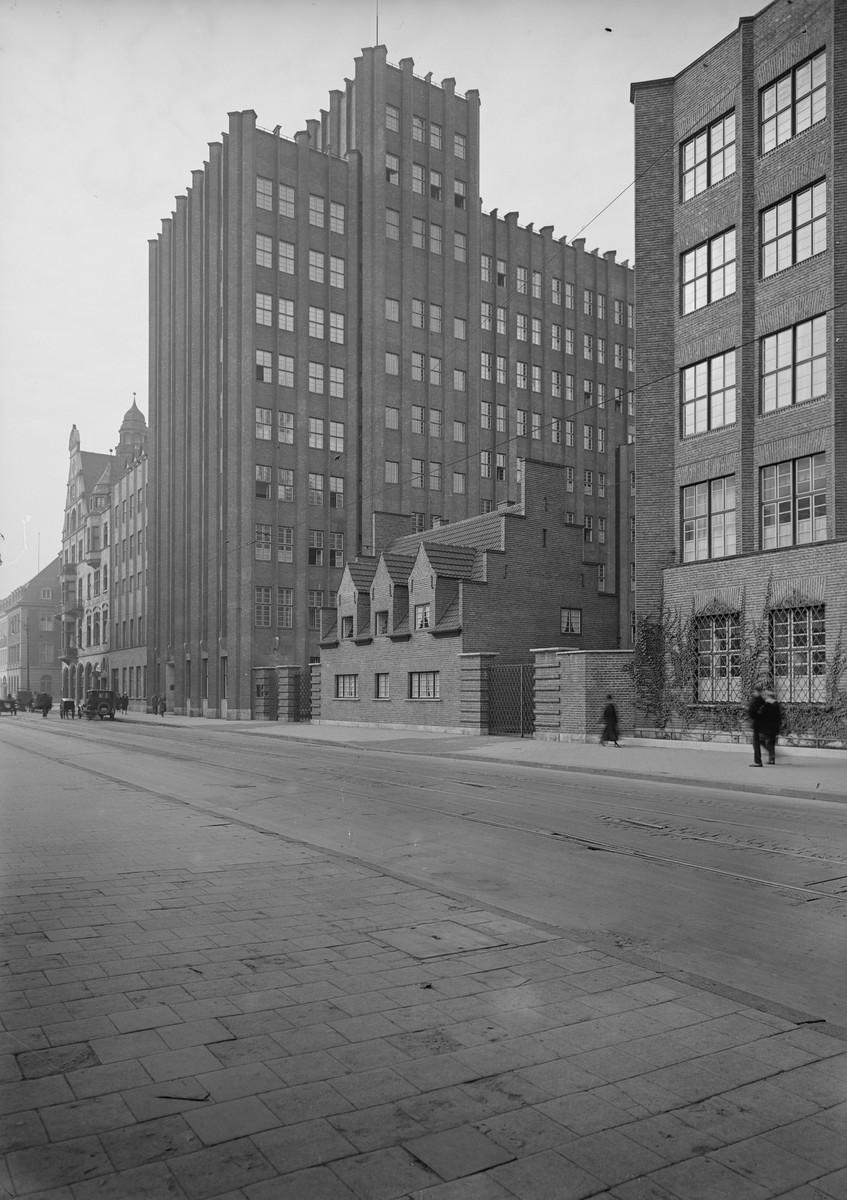
Stummhaus Düsseldorf, 1920er Jahre

Das Stummhaus (benannt nach den Gebrüdern Stumm und zur Unterscheidung vom benachbarten Verwaltungsgebäude Stahlhof auch Neuer Stahlhof genannt) an der Breite Straße 67 bis 69 in Düsseldorf wurde im Auftrag des Stumm-Konzerns von der Düsseldorfer Bürohausgesellschaft in den Jahren 1922 bis 1924 nach Plänen von Paul Bonatz in den Materialien und Formen des Backsteinexpressionismus erbaut. Der Bau gilt als „Musterbeispiel des Expressionismus in der Architektur“.
Das Hauptgebäude gilt als frühes deutsches Hochhaus und ist 11 Geschosse hoch. Gegliedert wird die Fassade durch weit herauskragende, dreieckige, vertikale Pfeiler. Die aufgrund der Pfeiler sichtbare Vertikaltendenz des Baus markiert laut Bonatz die „Bürohausgotik“. Das Gebäude wurde nach der kriegsbedingten Beschädigung im Zweiten Weltkrieg von 1949 bis 1951 instand gesetzt.
Ab 1928 nahm das Gebäude die Konzernzentrale der Vereinigten Stahlwerke auf.
Der Bau steht unter Denkmalschutz.